# المركز الإسلامي الثقافي في بلجيكا
المركز الإسلامي الثقافي في بلجيكا، (بالإنجليزية: Islamic Cultural Center of Belgium)‏، هو أحد المنارات المتقدمة للدين الإسلامي وأحد أهم المراكز الإسلامية في غرب أوروبا هو “المركز الإسلامي الثقافي”، الذي أنشأ في بلجيكا وتحديدًا في بروكسل عام 1936، كان مبنى المركز متحفًا شرقيًا وجزءًا من متحف الآثار الدائم لمدينة بروكسل الذي يقع في أحد أجمل مواقع العاصمة البلجيكية، وعلى بعد أمتار معدودة من مقر المفوضية الأوروبية والمجلس الأوروبي. فأمر الملك بودوان في عام 1967، بإعطاء هذا المتحف للملك فيصل بن عبد العزيز كهدية ليقام فيه مسجد، وليصبح بعد ذلك مسجدًا ومقرًا للمركز الإسلامي الثقافي.

## اعترافات الحكومة
اعترفت الحكومة البلجيكية إثر هذه المبادرة عام 1968م  بالدين الإسلامي كدين رسمي في البلاد؛ مما يعد سابقة في تاريخ تعامل الحكومات والدول الأوروبية مع الحضور الإسلامي في أوروبا. وفي العام نفسه اعتمد الملك فيصل بن عبد العزيز ميزانية لإعادة بناء هذا المكان وتهيئته ليكون مسجدًا للمسلمين. وفي نهاية عام 1968، ، رخصت المملكة البلجيكية هذا المسجد كأول دار عبادة رسمي للمسلمين في بلجيكا.
كما اعترفت الحكومة البلجيكية بالإسلام ومن نتائج هذا الاعتراف أن صادقت في 27 يونيو 1975م، على إدخال مادة التربية الإسلامية ضمن البرامج المدرسية لأبناء الجالية المسلمة.

## أنشطة وخدمات
شهدت بروكسل في نطاق تطوير نشاطات المركز افتتاح أول معهد إسلامي أوروبي -المعهد الإسلامي الأوروبي - عام 1983م. أصبح هذا المعهد نواة لتأهيل الأئمة والمدرسين الذين يعتنون بتدريس التربية الإسلامية في المدارس البلجيكية. قبل ذلك كان المدرسون مستقطبون من المملكة المغربية ومن سائر الدول الإسلامية. فاقترحت الحكومة البلجيكية إنشاء معهد ليكون هو المعني بتأهيل المدرسين والدعاة في هذه البلاد للحد من استيراد واستقطاب المعلمين من الخارج.
ظلَّ المعهد الإسلامي الأوروبي يؤدي دوره بنشاط حتى اليوم حيث تخرج منه ما يقرب من ألف وأربعين أو ألف وخمسين مدرسا للتربية الإسلامية في المدارس البلجيكية. إضافة إلى تحضير أئمة المساجد الذين يتوزعون على مساجد بلجيكا الذي بلغ عددها الآن أكثر من 700 مسجد.
على أثر هذا المسجد الذي دعمه الملك خالد بن عبد العزيز آل سعود، حصلت أمور أعظم مما كان متوقعًا. فلم يقف الأمر في بلجيكا عند الاعتراف بالدين الحنيف، وتعيين أئمة ومدرسين للتربية الإسلامية، ثم إنشاء المعهد الإسلامي الأوروبي، بل قررت الدولة البلجيكية في السنوات الأخيرة الاعتراف بجميع المساجد الموجودة على الأراضي البلجيكية والإنفاق عليها من ميزانية الدولة.
هكذا اليوم، بلجيكا هي الدولة الوحيدة غير المسلمة التي تتحمل نفقة المساجد والأئمة والعاملين في المساجد نفقة كاملة من ميزانية السعودية.
منذ افتتاح هذا المركز على يد الملك خالد، وظلّ المركز يعمل جاهدًا على خدمة الإسلام والمسلمين، حيث يقدم الأنشطة المختلفة لأبناء الجالية المسلمة في هذه البلاد. أنشطة تعليمية ودعوية، أنشطة ثقافية واجتماعية كلها تصب في مصلحة المسلمين وأبنائهم في هذه الديار.

### النشاط التعليمي
من أهم أنشطة المركز التعليمية هو المعهد الإسلامي الأوروبي الذي أنشأ عام 1983 لتأهيل الأئمة ولتدريس التربية الإسلامية في بلجيكا باللغة العربية.
ومدة الدراسة فيه أربع سنوات ويمنح الطالب أو الطالبة درجة الليسانس في الدراسات الإسلامية والعربية. يدرس فيها الطالب جميع العلوم العربية والشرعية التي تؤهله وتعينه على فهم دينه فهمًا صحيحًا ثم تؤهله ليكون معلمًا ناجحًا في التربية الإسلامية أو داعية للإسلام في المسجد في بلجيكا.
من الأنشطة التعليمية التي ينفذها بها المركز:
1. المعهد الإسلامي الأوروبي للمرحلة الجامعية.
2. المدرسة الإسلامية العربية لتعليم اللغة العربية والتربية الإسلامية.
3. تعليم اللغة العربية.
4. المدرسة النسائية.
5. تعليم مبادئ الإسلام للمسلمين الجدد.
6. دروس تعليم القرآن.

مدرسة لتعليم العربية ومبادئ التربية الإسلامية للصغار. هذه المدرسة تضم أكثر من ألف وثلاث مائة تلميذ وتلميذة أعمارهم ما بين السادسة إلى الخامسة عشر. هؤلاء يدرسون العربية ومبادئها ويدرسون مبادئ تعليم الإسلام خاصة وأنهم ولدوا في هذه البلاد ولا يحسنون ولا يتقنون اللغة العربية. فكان على المركز أن يعتني بهم فأقام هذه المدرسة لتعليم أبناء المسلمين اللغة العربية ومبادئ التربية الإسلامية حتى ينشأوا تنشئة صالحة يعرفون كيف يقرأون كتاب الله وكيف يصلون ويقيمون شعائر دينهم.
مدرسة تعليم العربية للكبار، وأنشئت لتعليم كبار السن اللغة العربية سواء كانوا مسلمين أو غير مسلمين. يوجد في المركز أكثر من سبعة عشر قاعة كلها مليئة بطلاب وطالبات من مختلف الجنسيات التي تعيش في بلجيكا. في هذه المدرسة أكثر من 500 طالب وطالبة  من مختلف الجنسيات يأتون كل ثلاثاء وخميس يتعلمون العربية في المركز.
يوجد أيضًا مدرسة معتنق الإسلام، التي تعتني بمعتنقي الإسلام الجدد فلا يقف الأمر عند معتنق الإسلام أو معتنقة الإسلام عند حدّ الاعتناق أو النطق بالشهادتين. فواجب المركز الإسلامي الثقافي في بلجيكا أن يعتني بهم ويعلمهم الدين الإسلامي الوسطي السمح البسيط بسهولة حتى لا يستمعوا إلى آخرين ويشككوهم فيما يفعلون، أو يعلمونهم أشياء خاطئة عن الإسلام. هذه المدرسة تستقبل هؤلاء يوم السبت من كل أسبوع وفيها الآن أكثر من 400 طالب وطالبة من معتنقي الإسلام.
كما يقيم المركز لهم لقاءات مع أسرهم ليطمئنوا على أبنائهم ويعلموا جيدًا أن المركز يهتم بهم، وأن الإسلام يزيدهم ولا ينقصهم أي شيء من هذه الأمور.
من الملاحظ في السنوات الأخيرة أن الآباء والأمهات يأتون بأبنائهم إلى المركز حتى إن بعضهم يأتون بابنه أو بابنته لكي يعتنق الإسلام أو تعتنق الإسلام لأنها سمعت عن الإسلام ورأت في ابن جارها أو ابن صديقتها أو ابن صديقه تغييرًا في السلوك. فحثّ ابنه أو حثت ابنتها على الاعتناق، وأعانته وأعانها على الاعتناق بالإسلام. في الفترة الأخيرة هنالك عشرات الحالات من آباء وأمهات غير مسلمين يأتون بأبنائهم إلى المركز لكي يعتنقوا الإسلام.
من المدارس المهمة، مدرسة لتعليم النساء والاعتناء بهن ومحو أميّتهن. تعمل على مدار الأسبوع، تعتني بالنساء وتعلمهن مبادئ اللغة العربية، ومن ثم تعتني بهن وتدرس لهن فقه المرأة إلى غير ذلك من الأمور التي تخص النساء. هذه المدرسة تعمل يوم الثلاثاء والأربعاء والخميس من كل أسبوع في الصباح.
أيضًا يضم المركز مدارس تحفيظ القرآن الكريم لمختلف الأعمار. فللصغار مدرسة يقوم عليها ثلاث من المحفظين الذين يتقنون القراءات ويعينون الصغار على حفظ كتاب الله وإتقان تلاوته. هذه المدرسة تعمل يوم السبت والأربعاء.
أيضًا مدرسة لتحفيظ القرآن للكبار. ويعتني بالطلبة بعض المحفظين الفضلاء الذين حفظوا كتاب الله ويتعلمون القراءات، وتعمل أيضا يوم الاثنين والأربعاء والخميس في المساء.
أيضًا في الفترة الأخيرة نظرًا لكثرة عدد معتنقي الإسلام في هذه البلاد الذي كان الملك فيصل سببا فيه، وافتتحه الملك خالد، أقام المركز معهدًا باللغة الفرنسية كي يعلم أبناء الجالية الإسلامية ومعتنقي الإسلام الدين الإسلامي الصحيح ويدرس لهم ما يحتاجونه في مثل هذه البلاد من علوم شرعية وعربية تخدمهم في هذه البلاد. فأنشأ في عام 2009 المعهد الإسلامي الأوروبي باللغة الفرنسية. وينتسب إليه الآن أكثر من 300 طالب وطالبة يدرسون باللغة الفرنسية ويقوم على أمرهم أساتذة متخصصون بالعلوم الشرعية ويتقنون اللغة الفرنسية.

### النشاط الدعوي
هنالك كذلك أنشطة دعوية يقيمها المركز في هذه البلاد لخدمة الجالية الإسلامية في مملكة بلجيكا على سبيل المثال الصلوات الخمس التي كان المسلمون لا يجدون في البداية مكانًا يأويهم لإقامة هذه الصلوات، إلى أن افتتح هذا المركز ووجدوا المأوى والملاذ والمرجع الشرعي الذي يستطيعون من خلاله تأدية شعائر دينهم ويرجعون إليه في مشاكلهم في استفتاءاتهم.
من الأنشطة الدعوية الخاصة بالمركز:
1. إقامة الصلوات الخمس والأعياد
2. تقديم الفتاوى الشرعية
3. إقامة المحاضرات والدورات الشرعية ونشر الدعوة
4. إقامة المساجد والمصليات في الأماكن العامة.

بالإضافة إلى المحاضرات الشهرية التي يقيمها المركز الإسلامي باللغة العربية واللغة الفرنسية. هنالك أيضًا محاضرة شهرية باللغة «الهولندية» يسعى المركز جائزًا على إقامتها لخدمة أبناء المسلمين في هذه البلاد. ومن الأنشطة الدعوية يسعى المركز على استضافة العلماء الأجلاء الذين يتحدثون عن الإسلام وعن قضيته وعن ما يجب على المسلمين فعله في مثل هذه البلاد، حتى يكثر عدد المسلمين ويزدادوا في أوروبا.
هنالك أيضًا الكثير من الدورات العلمية التي يقوم بها المركز أيضًا لتعليم أبناء المسلمين وتوعيتهم وإرشادهم إلى الطريق الصحيح.
يوجد في المركز نشاط اجتماعي يخدم أبناء الجالية الإسلامية ويخدم المسلمين في هذه البلاد. يوجد أشخاص يستقبلون الحالات الخاصة ويعينونهم على حل مشاكلهم الاجتماعية. كما يشرف المركز إشرافًا كاملًا على مسألة الذبح ومشروع الحلال في هذه البلاد ولا يمنح شهادة الذبح والحلال إلا لمن يستحقها ومن يتأكد المركز أنه يذبح على الطريقة الإسلامية.
كما يتم عقد الزواج والعقود الشرعية للزواج في المركز ويقوم عليه من هو مؤهل شرعيًا ومؤهل ثقافيًا لإنشاء وإقامة هذه العقود.
يقدم المركز بعض الأنشطة التي تهم الشباب مثل الأنشطة الرياضية إضافة إلى مخيمات ومعسكرات على مدار السنة. ولهذه الأنشطة طبعًا فوائدها وانعكاساتها على أبناء الجالية الإسلامية في هذه البلاد. كما يوجد في المركز روضة للأطفال الصغار حيث يتم العناية بهم من مدرسين متخصصين وحيث يتشربون قيم ومبادئ الإسلام منذ نعومة أظافرهم.

### النشاط الثقافي والإعلامي
من الأنشطة الثقافية والإعلامية التي يقوم بها المركز:
1. تهيئة المكتبة وتزويدها بالكتب والمراجع.
2. إعداد وطباعة مواقيت الصلاة.
3. إقامة المحاضرات والندوات والدروس بالعربية والفرنسية.

## محطات تاريخية
للمركز محطات تاريخية مر بها منها:
- في عام 1968م- اعتراف الحكومة البلجيكية بالدين الإسلامي كدين رسمي في البلاد.
- في نهاية عام 1968م- رخصت المملكة البلجيكية المركز الإسلامي الثقافي في بروكسل كأول دار عبادة رسمي للمسلمين في بلجيكا.
- في عام 1936- كان مبنى المركز متحفًا شرقيًا وجزءًا من متحف الآثار الدائم لمدينة بروكسل
- في عام 1967- أمر الملك بودوان بإعطاء هذا المتحف للملك فيصل بن عبد العزيز كهدية ليقام فيه مسجد.
- في عام 1978- افتتح الملك خالد بن عبد العزيز، المبنى الجديد للمركز الإسلامي بحضور الملك بودوان الأول ملك بلجيكا.
- في عام 1982- بدأت رابطة العالم الإسلامي بالإشراف على المركز وقامت باعتماد ميزانية سنوية خاصة به.
- في عام 1983- افتتح المعهد الإسلامي الأوربي ببلجيكا، تحت إشراف رابطة العالم الإسلامي.
- في عام 1986- افتتح مسجد في مطار بروكسل الدولي تحت إشراف المركز الإسلامي.
- في عام 2009- أنشأ المعهد الإسلامي الأوروبي باللغة الفرنسية.

## إدانة الهجوم على شارلي إيبدو
أدان المركز الإسلامي الهجوم الذي تعرض له مقر صحيفة شارلي إيبدو الفرنسية، ونقل عن إمام مسجد المركز عبد الهادي عقل قوله في خطبة الجمعة: “تبصير الشباب بحقيقة الدين الإسلامي وسماحته من خلال الرجوع إلى التاريخ الإسلامي وأساليب المعاملة الحسنة التي كان يتعامل بها المسلمون؛ مما ساعد على انتشار الأمن في المجتمعات التي يتعايش بها المسلمون وغير المسلمين”.

## وصلات خارجية
- المركز الإسلامي الثقافي في بروكسل - بلجيكا
- المركز الإسلامي الثقافي في بلجيكا